# 张庆伟
张庆伟（1961年11月7日—），祖籍河北乐亭，生于吉林省吉林市，中国共产党、中华人民共和国政治人物，副国级领导人。西北工业大学飞机系飞机设计专业毕业，工学硕士，高级工程师，研究员，享受国务院政府特殊津贴，中共第十六届至第二十届中共中央委员。曾任中华人民共和国国防科学技术工业委员会主任、中国商用飞机有限责任公司董事长、中共河北省委副书记、河北省人民政府省长、中共黑龙江省委书记、湖南省委书记等职务。现任第十四届全国人大常委会副委员长。
他还是国际宇航科学院院士，是中国第1代歼击轰炸机——“飞豹”工程组组长，中国载人航天工程的副总指挥，中国绕月探测工程领导小组组长。在当时在职的省委书记中，他是唯一一位有五届中委经历的人，并曾罕见作为省级官员陪同习近平外访。

## 早年经历
1978年9月，考入西北工业大学飞机系学习。大学毕业后，1982年8月参加工作，进入原中国航空工业部下属603研究所（即西安飞机设计研究所）任技术员、助理工程师，从事飞机垂直尾翼设计工作；曾参与了“飞豹”歼击轰炸机的研发工作。1985年9月，回到西北工业大学，攻读飞行器设计控制理论及应用方向的硕士学位。1988年3月，获工学硕士学位后，进入中国运载火箭技术研究院总体设计部（即航空航天部一院一部）总体室，开始参与火箭的研制。
1990年，中国首次为别国进行卫星商业发射，为美国休斯公司发射了亚洲一号卫星。张庆伟发挥其在计算机、英语方面的优势，在计算机上建立数学模型，并实施仿真，圆满完成了卫星入轨精度的控制工作，一举崭露头角。之后，张庆伟在长二捆火箭研发中，以同样的方法先后负责助推器分离过程分析和卫星整流罩平推分离试验两项攻关项目，均获得成功。因为其杰出贡献，张庆伟先后被提拔为高级工程师和主任设计师等职。1992年，张庆伟被派往日本国际空间大学进修半年。回国后，被任命为长二F火箭（航空航天部一院一部921工程）的副总设计师。
1992年12月加入中国共产党，时年31岁。

## 航空航天系统
1996年8月，由于中国两次发射火箭失败，航天工作陷入低谷，张庆伟临危受命，出任中国航天工业总公司一院（即中国运载火箭技术研究院）副院长（正局级），负责东方红三号卫星的发射工作。1997年5月12日，张庆伟作为发射队队长亲临一线，成功完成任务。1998年8月，升任航天总公司总经理技术业务助理兼一院副院长，协助总经理全面负责导弹和运载火箭科研和生产。
1999年7月1日，中国航天工业总公司改组为中国航天科技集团公司和中国航天机电集团公司（后改称中国航天科工集团公司），张出任中国航天科技集团公司副总经理、党组成员，分管导弹、运载火箭和载人航天工程的科研和生产。2001年11月，任中国航天科技集团公司总经理、党组书记和中国载人航天工程副总指挥，负责统筹神舟五号、六號的發射任務；并在2002年11月召开的中共十六大上，首次当选为中央委员会委员。
2007年8月30日，任国防科学技术工业委员会主任；并在中共十七大上，连任中央委员。2008年3月，第十一届全国人民代表大会一次会议上，国防科学技术工业委员会被撤销後，改任中国商用飞机有限责任公司董事长兼党委书记，并担任国务院大型飞机重大专项领导小组副组长。

## 地方任职

### 河北
2011年8月，任中共河北省委副书记，河北省人民政府副省长、代省长。
2012年1月10日，在河北省第十一届人民代表大会第五次会议上，正式当选河北省人民政府省长。

### 黑龙江
2017年4月1日，任中共黑龙江省委书记。2017年6月29日，當選黑龍江省人大常委會主任。2018年2月24日，当选为第十三届全国人大代表。2022年1月20日，辞任黑龙江省人大常委会主任。

### 湖南
2021年10月，调任中共湖南省委书记。2022年1月19日，当选为湖南省人大常委会主任。

## 全国人大
2023年3月10日，张庆伟当选为第十四届全国人大常委会副委员长，成为党和国家领导人。3月14日，不再兼任湖南省委书记。